# Vaughn Taylor (Schauspieler)
Vaughn Everett Taylor (* 22. Februar 1910 in Boston, Massachusetts; † 26. April 1983 in Los Angeles, Kalifornien) war ein US-amerikanischer Schauspieler.

## Leben und Karriere
Vaughn Taylor machte seinen Abschluss an der Northeastern University. 1933 machte er sein Filmdebüt in Der Mann mit der Kamera, doch seinen zweiten Film drehte Taylor erst viele Jahre später. In frühen Jahren konzentrierte er sich vorwiegend auf Auftritte in Radiohörspielen und Theaterstücken, allerdings zunächst mit so bescheidenem Erfolg, dass er sich zeitweise als bezahlter Blutspender über Wasser halten musste.
Nach einem Einsatz im Zweiten Weltkrieg entdeckte er bereits Mitte der 1940er-Jahre – vor den allermeisten Schauspielern – das schnell an Bedeutung gewinnende Medium Fernsehen für sich. Das Fernsehen wurde zur Chance für Taylor, die er nutzen konnte: er etablierte seit Ende der 1940er-Jahre als bekannter Fernsehdarsteller mit zahlreichen Gastrollen in Fernsehserien. Als besonders gut gelten seine vier Auftritte in der legendären Mysteryserie Twilight Zone. Weitere Auftritte hatte er in Serienklassikern wie Bonanza, Die Unbestechlichen, Verrückter wilder Westen und Perry Mason.  Er war in den Jahren 1952 und 1953 für den Emmy Award als Bester Schauspieler nominiert.
Seine große, hager wirkende Gestalt sowie sein Schnurrbart verlegten den schwarzhaarigen Charakterdarsteller häufig auf seriöse und langweilige, gelegentlich auch korrupte oder gehässige Autoritätsfiguren. Besonders häufig spielte er Figurentypen wie Richter, Vorgesetzte, Pfarrer oder Ärzte. Neben seiner Fernseharbeit entwickelte sich Taylor ab Ende der 1950er-Jahre auch im Hollywood-Film zu einem vielbeschäftigten Nebendarsteller, unter anderem als Anwalt im Musikfilm Jailhouse Rock – Rhythmus hinter Gittern (1957) an der Seite von Elvis Presley sowie in der Rolle des Diakons Davis in der Tennessee-Williams-Verfilmung Die Katze auf dem heißen Blechdach (1958) mit Elizabeth Taylor und Paul Newman in den Hauptrollen. Seine wahrscheinlich bekannteste Filmrolle erhielt er 1960 in Alfred Hitchcocks legendärem Thriller Psycho: Hier verkörperte er George Lowery, den Chef der später ermordeten Sekretärin Marion Crane.
1976 zog Taylor sich nach rund Auftritten in rund 200 Film- und Fernsehproduktionen aus dem Schauspielgeschäft zurück. Er starb 1983 im Alter von 73 Jahren und hinterließ seine Ehefrau Ruth Moss.

## Filmografie (Auswahl)

### Kino
- 1933: Der Mann mit der Kamera (Picture Snatcher)
- 1951: Francis Goes to the Races
- 1952: Zu allem entschlossen (Meet Danny Wilson)
- 1954: Die unglaubliche Geschichte der Gladys Glover (It Should Happen to You)
- 1957: Kein Platz für feine Damen (This Could Be the Night)
- 1957: Jailhouse Rock – Rhythmus hinter Gittern (Jailhouse Rock)
- 1957: Fahrkarte ins Jenseits (Decision at Sundown)
- 1958: Cowboy
- 1958: Die jungen Löwen (The Young Lions)
- 1958: Der Henker ist unterwegs (The Lineup)
- 1958: Die blonde Venus (Screaming Mimi)
- 1958: Die Katze auf dem heißen Blechdach (Cat on a Hot Tin Roof)
- 1958: Das Mädchen aus der Unterwelt (Party Girl)
- 1958: Jonny schießt nur links (Gunsmoke in Tucson)
- 1958: Andy Hardy Comes Home
- 1959: Warlock
- 1959: Die Unverstandenen (Blue Denim)
- 1960: Der Admiral (The Gallant Hours)
- 1960: Psycho
- 1960: Die Plünderer (The Plunderers)
- 1962: Der König von Hawaii (Diamond Head)
- 1963: Getrennte Betten (The Wheeler Dealers)
- 1964: Die Unersättlichen (The Carpetbaggers)
- 1964: Goldgräber-Molly (The Unsinkable Molly Brown)
- 1965: Ein Zebra in der Küche (Zebra in the Kitchen)
- 1966: Die Russen kommen! Die Russen kommen! (The Russians Are Coming, the Russians Are Coming)
- 1966: Die gefürchteten Vier (The Professionals)
- 1967: Duell der Gringos (The Last Challenge)
- 1967: Kaltblütig (In Cold Blood)
- 1968: Die sechs Verdächtigen (The Power)
- 1970: Abgerechnet wird zum Schluss (The Ballad of Cable Hogue)
- 1971: Die Millionen-Dollar-Ente (The Million Dollar Duck)
- 1976: Die verrückteste Rallye der Welt (The Gumball Rally)

### Fernsehen
- 1946: Mr. and Mrs. North (Fernsehfilm)
- 1946: Your World (Fernsehserie)
- 1947–1957: Kraft Television Theatre (32 Folgen)
- 1948–1951: The Philco Television Playhouse (10 Folgen)
- 1949–1956: Westinghouse Studio One (10 Folgen)
- 1950–1954: Robert Montgomery Presents (32 Folgen)
- 1955: The Way of the World (11 Folgen)
- 1956–1961: Ihr Star: Loretta Young (Letter to Loretta, 4 Folgen)
- 1957: Richard Diamond, Privatdetektiv (Richard Diamond, Private Detective, Folge 1x08)
- 1957–1964: Perry Mason (8 Folgen)
- 1958: Dezernat M (M Squad, Folge 1x25)
- 1958: Der Texaner (The Texan, Folge 1x06)
- 1958–1960: Josh (Wanted: Dead or Alive, 3 Folgen)
- 1958/1961: The Real McCoys (2 Folgen)
- 1958/1962: Cheyenne (2 Folgen)
- 1958–1968: Rauchende Colts (Gunsmoke, 3 Folgen)
- 1959: Black Saddle (Folge 1x13)
- 1959: New Orleans, Bourbon Street (Folge 1x11)
- 1959–1961: Die Unbestechlichen (The Untouchables, 3 Folgen)
- 1959–1962: Bronco (3 Folgen)
- 1959–1964: Twilight Zone (The Twilight Zone, 5 Folgen)
- 1960–1965: Tausend Meilen Staub (Rawhide, 3 Folgen)
- 1961: Am Fuß der blauen Berge (Laramie, 2 Folgen)
- 1961: Route 66 (Folge 1x24)
- 1961: Hawaiian Eye (Folge 2x38)
- 1961: 77 Sunset Strip (Folge 4x15)
- 1961–1963: Dennis, Geschichten eines Lausbuben (Dennis the Menace, 3 Folgen)
- 1961–1970: Bonanza (4 Folgen)
- 1962: Gnadenlose Stadt (Naked City, Folge 3x20)
- 1963: Alfred Hitchcock zeigt (The Alfred Hitchcock Hour, Folge 1x25)
- 1963: Grindl (Fernsehserie, Folge 1x05)
- 1963–1966: Auf der Flucht (The Fugitive, 4 Folgen)
- 1963/1967: Die Leute von der Shiloh Ranch (The Virginian, 2 Folgen)
- 1964: Das große Abenteuer (The Great Adventure, Folge 1x12)
- 1964: The Outer Limits (2 Folgen)
- 1965: Meine drei Söhne (My Three Sons, Folge 5x20)
- 1965: Mein Onkel vom Mars (My Favorite Martian, Folge 2x19)
- 1965: Im Wilden Westen (Death Valley Days, Folge 13x18)
- 1965: The Andy Griffith Show (Folge 6x11)
- 1965: Amos Burke (Burke’s Law, 2 Folgen)
- 1965–1969: Walt Disneys bunte Welt (Walt Disney's Wonderful World of Color, 4 Folgen)
- 1966: Mini-Max (Get Smart, Folge 1x21)
- 1966: Geächtet (Branded, 2 Folgen)
- 1966/1969: Daniel Boone (2 Folgen)
- 1967: Invasion von der Wega (The Invaders, Folge 1x00)
- 1967: Laredo (Folge 2x23)
- 1967: FBI (The F.B.I., Folge 2x28)
- 1967: High Chaparral (The High Chaparral, Folge 1x05)
- 1967: Die Spur des Jim Sonnett (The Guns of Will Sonnett, Folge 1x11)
- 1968: Verliebt in eine Hexe (Bewitched, Folge 4x31 Selbstvertrauen)
- 1968: Lassie (Folge 15x02 Hundefänger)
- 1968: Der Geist und Mrs. Muir (The Ghost & Mrs. Muir, Folge 1x04)
- 1968/1969: Lancer (2 Folgen)
- 1969: Dr. med. Marcus Welby (Marcus Welby, M.D., Folge 1x14)
- 1970: Der Chef (Ironside, Folge 4x11)
- 1970: Lieber Onkel Bill (Family Affair, Folge 5x13)
- 1971: Alias Smith und Jones (Alias Smith and Jones, 2 Folgen)
- 1972/1974: Mannix (2 Folgen)
- 1973: Brocks letzter Fall (Brock’s Last Case, Fernsehfilm)
- 1973: Die Straßen von San Francisco (The Streets of San Francisco, Folge 1x26)
- 1975: Maude (Folge 3x16)
- 1976: Eleanor and Franklin (Miniserie)